# Buthus occidentalis
Espèce
Buthus occidentalis est une espèce de scorpions de la famille des Buthidae.

## Distribution
Cette espèce est endémique de Mauritanie. Elle se rencontre dans le Dakhlet Nouadhibou vers la côte.

## Description
La femelle holotype mesure 62,9 mm et le mâle paratype 73,2 mm.
Le telson (dernier segment de la queue) possède un aiguillon aigu et canulé à deux orifices  reliés chacun à une glande venimeuse.

## Venin
Son venin est neurotoxique, seulement moyennement toxique mais il peut cependant être mortel pour l'homme. Les effets d'une envenimation vont d'une simple douleur vive à des problèmes cardio-vasculaires ou un œdème pulmonaire voire un décès. En cas de piqûre, il faut bien sûr aller immédiatement dans un lieu médicalisé. Il existe un sérum antivenimeux.

## Publication originale
- Lourenço, Sun & Zhu, 2009 : « About the presence of the genus Buthus Leach, 1815 in Mauritania, with description of a new species (Scorpiones, Buthidae). » Boletín de la Sociedad Entomológica Aragonesa, no 44, p. 71-75 (texte intégral).